# Jules Carbon
Jules Marie Louis Joseph Carbon (Oostende, 24 augustus 1866 - Brugge, 22 juni 1895) was een Belgisch volksvertegenwoordiger.

## Levensloop
Jules Cardon was een zoon van Louis Carbon en Zoé Goddyn. Hij was een jongere broer van Paul Carbon.
Hij promoveerde tot doctor in de rechten aan de Katholieke Universiteit Leuven (1888). Er wachtte hem een veelbelovende carrière in Oostende, waar hij zich als advocaat vestigde. Hij was nauw betrokken bij het 'Comité van sociale werken' (voorloper van het ACW) en was voorzitter van de 'sprekersbond'.
In oktober 1894 (de eerste verkiezing volgens het algemeen meervoudig stemrecht) werd hij verkozen tot volksvertegenwoordiger voor het arrondissement Oostende, maar in juni 1895 overleed hij, na een korte ziekte. Zijn broer Paul trok opnieuw naar de Kamer in zijn plaats.

## Publicatie
- Code des lois et arrêtés relatifs à la pêche maritime, Brussel, Larcier, 1894.